# Premio Daytime Emmy por Mejor presentador de programa de entretenimiento

## 1970
- 1974: Dinah Shore, Dinah's Place
- 1975: Barbara Walters, Today
- 1976: Dinah Shore, Dinah!
- 1977: Phil Donahue, The Phil Donahue Show
- 1978: Phil Donahue, The Phil Donahue Show
- 1979: Phil Donahue, The Phil Donahue Show

## 1980
- 1980: Phil Donahue, The Phil Donahue Show
- 1981: Hugh Downs, Over Easy
- 1982: Phil Donahue, The Phil Donahue Show
- 1983: Phil Donahue, The Phil Donahue Show
- 1984: Gary Collins, Hour Magazine
- 1985: Phil Donahue, The Phil Donahue Show
- 1986: Phil Donahue, The Phil Donahue Show
- 1987: Oprah Winfrey, The Oprah Winfrey Show
- 1988: Phil Donahue, The Phil Donahue Show
- 1989: Sally Jessy Raphael, Sally Jessy Raphael

## 1990
- 1990: Joan Rivers, The Joan Rivers Show
- 1991: Oprah Winfrey, The Oprah Winfrey Show
- 1992: Oprah Winfrey, The Oprah Winfrey Show
- 1993: Oprah Winfrey, The Oprah Winfrey Show
- 1994: Oprah Winfrey, The Oprah Winfrey Show
- 1995: Oprah Winfrey, The Oprah Winfrey Show
- 1996: Montel Williams, The Montel Williams Show
- 1997: Rosie O'Donnell, The Rosie O'Donnell Show
- 1998: Rosie O'Donnell, The Rosie O'Donnell Show y Oprah Winfrey, The Oprah Winfrey Show (tie)
- 1999: Rosie O'Donnell, The Rosie O'Donnell Show

## 2000
- 2000: Rosie O'Donnell, The Rosie O'Donnell Show
- 2001: Regis Philbin, Live with Regis y Rosie O'Donnell, The Rosie O'Donnell Show (tie)
- 2002: Rosie O'Donnell, The Rosie O'Donnell Show
- 2003: Wayne Brady, The Wayne Brady Show
- 2004: Wayne Brady, The Wayne Brady Show
- 2005: Ellen DeGeneres, The Ellen DeGeneres Show
- 2006: Ellen DeGeneres, The Ellen DeGeneres Show
- 2007: Ellen DeGeneres, The Ellen DeGeneres Show
- 2008: Ellen DeGeneres, The Ellen DeGeneres Show
- 2009: Whoopi Goldberg, Joy Behar, Sherri Shepherd, Elisabeth Hasselbeck, Barbara Walters, The View

## 2010s
- 2010: Mehmet Oz, The Dr. Oz Show
- 2011: Mehmet Oz, The Dr. Oz Show y Regis Philbin & Kelly Ripa, Live with Regis & Kelly (tie)
- 2012: Regis Philbin & Kelly Ripa, Live with Regis & Kelly

- Datos: Q16621436